# Plaza Fuerza Aérea Argentina

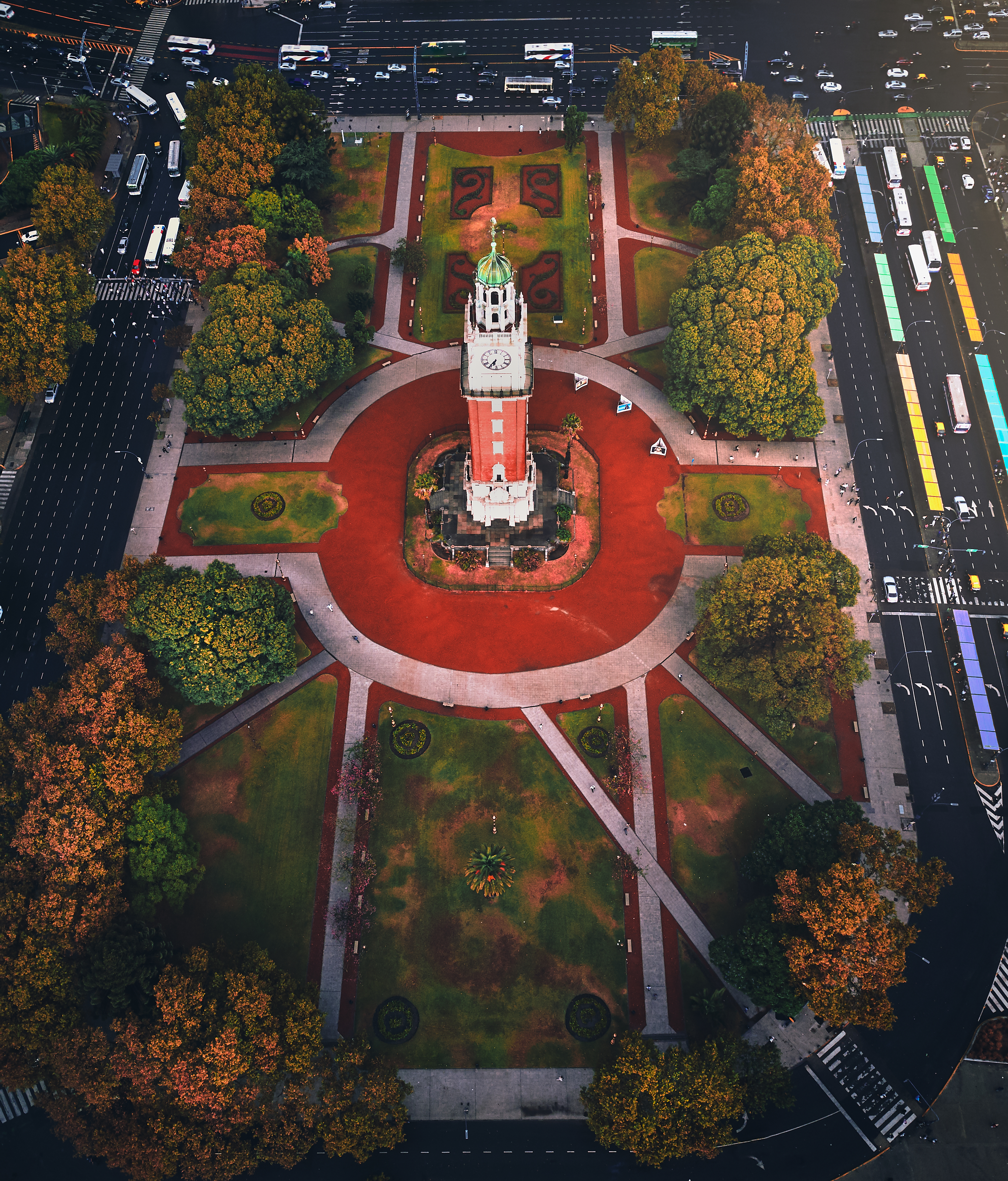
Vista aérea de la Plaza Fuerza Aérea Argentina, con la Torre Monumental en el centro.

La Plaza Fuerza Aérea Argentina se encuentra ubicada en el barrio de Retiro, en la Ciudad de Buenos Aires, rodeada por las avenidas del Libertador y Ramos Mejía y las calles Gilardo Gilardi y San Martín.

## Historia

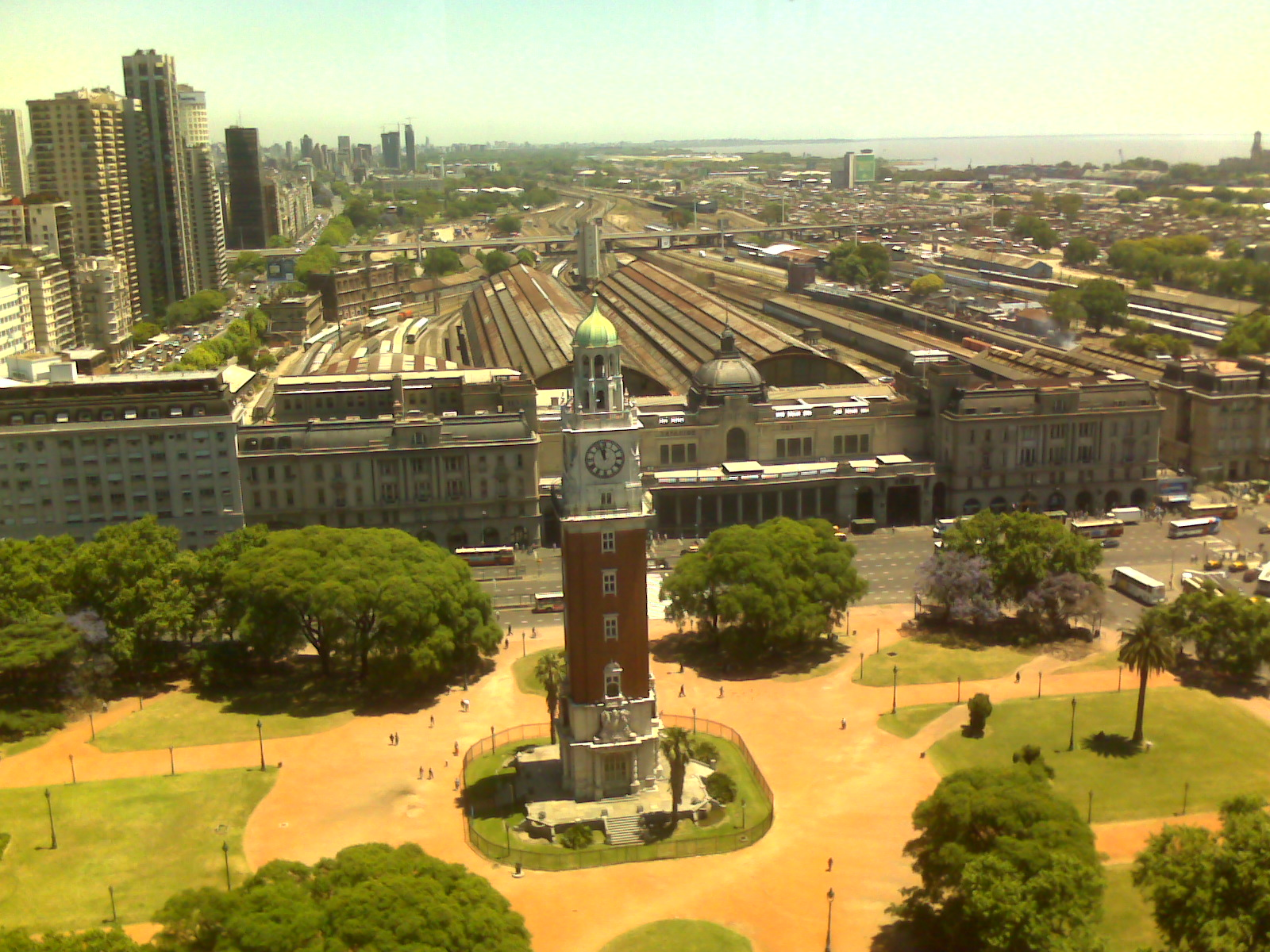
La Plaza Fuerza Aérea Argentina, con la Torre Monumental en el centro y la estación Retiro Mitre al fondo.

Entre 1853 y 1912, funcionó en este lugar una fábrica de gas que abastecía a la ciudad. La plaza actual fue creada por ley del 4 de enero de 1945. Denominada originalmente como Plaza Británica se le cambió el nombre al actual tras la Guerra de las Malvinas, rindiendo homenaje hacia aquella fuerza. Sin embargo, algunos siguen refiriéndose a ella con su nombre antiguo, y también Plaza de los Ingleses, aunque este último nombre nunca se usó oficialmente.

## Descripción
En ella se encuentran:

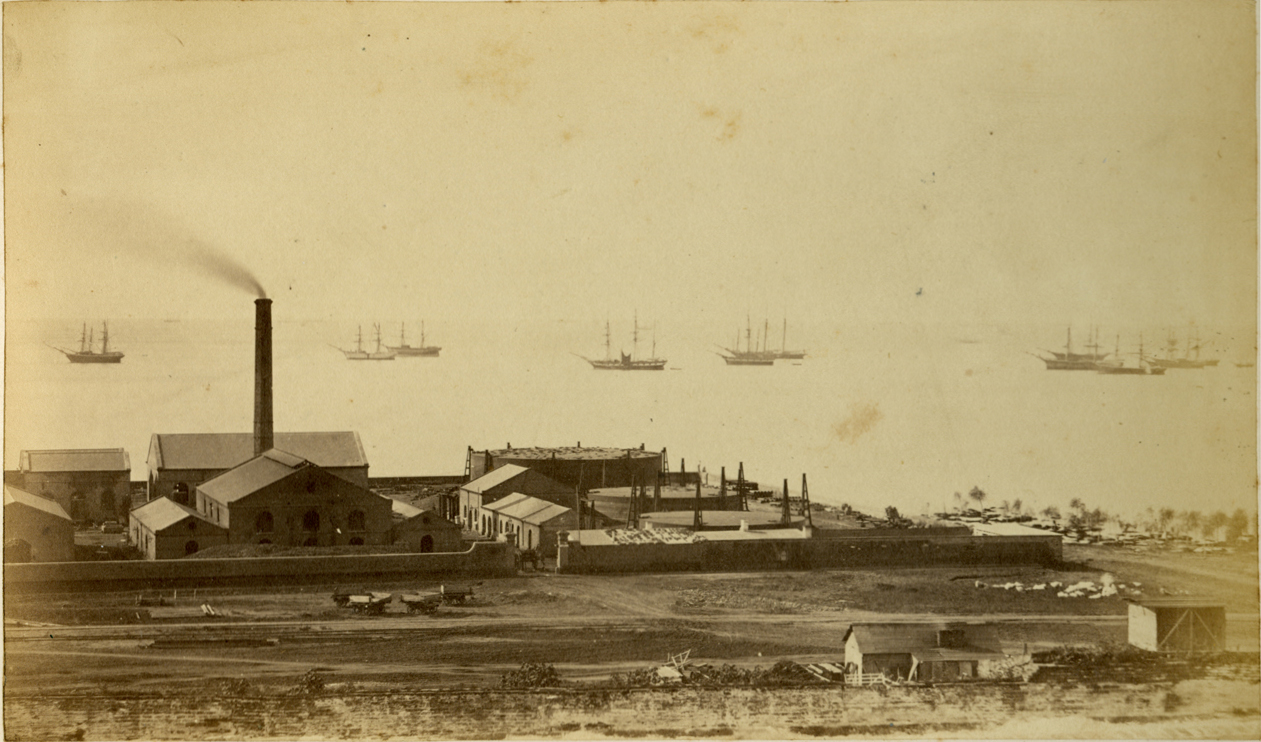
Entre 1853 y 1912, funcionó en este lugar una fábrica de gas que abastecía a la ciudad. Fotografía de Esteban Gonnet, 1864.

- La Torre Monumental (ex Torre de los Ingleses). Fue costeada por residentes británicos en la ciudad para conmemorar el centenario de la Revolución de Mayo, sin embargo, por diversos motivos, fue inaugurada recién el 24 de mayo de 1916. Tiene una altura de 75,5 m.
- Una placa homenaje, inaugurada el 12 de agosto de 2010, que recuerda que en ese día, pero de 1806, el joven cadete Martín Miguel de Güemes protagonizó la toma y rendición de la fragata inglesa Justina, que había quedado varada en el Río de la Plata durante la primera invasión inglesa a Buenos Aires.[3]
- Alberga parte de la estación Retiro de la línea C del Subte de Buenos Aires.